# Црква Светог Јована Крститеља у Породину
Црква Светог Јована Крститеља у Породину, насељеном месту на територији општине Алексинац, припада Епархији нишкој Српске православне цркве.
Изградња храма посвећеног Светом Јовану Крститељу јеје започета 1998. године, трудом и средствима мештана села Породин. Црква је у потпуности завршена и освећена 23. јула 2001. године, руком Епископа нишког Иринеја. Године 2002. већи део храма је живописан руком Гојка Ристановића, академског сликара из Београда.